# الأمر التنفيذي 13224
الأمر التنفيذي رقم 13224 (بالإنجليزية: Executive Order 13224)‏ وهو بعنوان: تجميد ممتلكات وحظر التعامل مع الأشخاص الذين يرتكبون أعمال إرهابية أو يهدَدون بارتكابها أو يدعمونها (بالإنجليزية: Blocking Property and Prohibiting Transactions With Persons Who Commit, Threaten to Commit, or Support Terrorism)‏ هو أمر تنفيذي وقعه الرئيس الأمريكي جورج دبليو بوش في واشنطن العاصمة، يوم الأحد 23 سبتمبر 2001، بعد أحداث 11 سبتمبر باثني عشر يومًا، في إطار مكافحة الإرهاب وللحدّ من عمليات تمويله، إذ يفرض عقوبات شديدة على أي شخص أو كيان أجنبي يتبيّن أنه ارتكب أعمالًا إرهابية تُهدّد أمن الأمريكيين أو الأمن القومي أو السياسة الخارجية أو الاقتصاد الأمريكي أو يُشكل خطرًا كبيرًا لارتكاب أعمال مُماثلة. كما أنّ الأمر قضى بتجميد مختلف الأصول الخاصة بالشخصيات والكيانات المُدرجة في الفئات المذكورة به إعمالا لأحكامه، وحظر على الأمريكيين عمومًا الدخول في أية معاملات مع تلك الكيانات والشخصيات. ومنذ صدور الأمر، جرى تجديده سنويًا.

## الأمر
قضى الأمر استنادًا إلى الصلاحيات المخوّلة لرئيس الولايات المتحدة بموجب تشريع السلطات الاقتصادية في حالات الطوارئ الدولية بتجميد كافة الممتلكات والفوائد المملوكة للأفراد والكيانات الأجنبية المُحدَّدة المُسجّلة في الولايات المتحدة أو التي ترد إلى الولايات المتحدة أو ضمن مُلكية أو إدارة أشخاص تابعين للولايات المتحدة، كما حظر الأمر أية تعاملات أو معاملات يقوم بها أشخاص أمريكيون أو تتم داخل الولايات المتحدة على الممتلكات أو الفوائد المُجمَّدة.